# Przestrzeń pseudometryczna
Przestrzeń pseudometryczna – zbiór, w którym wprowadzono uogólnioną funkcję odległości (pseudometrykę), od przestrzeni metrycznej odróżnia ją to, że odległość między różnymi punktami może być równa zero.
Przestrzenie pseudometryczne znajdują zastosowanie w analizie funkcjonalnej. Są one szczególnym przypadkiem przestrzeni hemimetrycznych.

## Definicja
Niech {\displaystyle X} będzie dowolnym niepustym zbiorem z określoną na nim funkcją dwuargumentową {\displaystyle d\colon X\times X\to \mathbb {R} ,} zwaną pseudometryką, spełniającą dla każdego {\displaystyle x,y,z\in X} warunki:
1. zerowa odległość
{\displaystyle d(x,x)=0}
2. symetria
{\displaystyle d(a,b)=d(b,a)}
3. nierówność trójkąta
{\displaystyle d(a,b)\leqslant d(a,c)+d(c,b)}

Wówczas para uporządkowana {\displaystyle (X,d)} nazywana jest przestrzenią pseudometryczną.
Uwagi:
(1) Z definicji wynika, że dla różnych punktów przestrzeni {\displaystyle x\neq y} odległość {\displaystyle d(x,y)} może być równa zero, co różni pseudometrykę od metryki, w której odległość między dwoma różnymi punktami zawsze jest dodatnia. 
(2) Definicja metryki różni się pierwszym aksjomatem, pozostałe dwa są identyczne. Zamiast warunku {\displaystyle d(x,x)=0} przyjmuje się aksjomat identyczności nierozróżnialnych {\displaystyle d(a,b)=0\iff a=b,} z którego wynika dodatnia odległość między każdymi dwoma różnymi punktami.

## Pseudometryka w przestrzeni funkcyjnej
W przestrzeni {\displaystyle X_{x_{0}}^{\mathbb {R} }} funkcji {\displaystyle f,g\colon X\to \mathbb {R} } z wyróżnionym punktem {\displaystyle x_{0}\in X} można zdefiniować pseudometrykę wzorem:
{\displaystyle d(f,g)=|f(x_{0})-g(x_{0})|.}
Np. niech {\displaystyle X=\mathbb {R} ,x_{0}=0}
oraz
{\displaystyle f\colon f(x)=\sin(x),} {\displaystyle g\colon g(x)=x,}
wtedy
{\displaystyle f(0)=\sin(0)=0,} {\displaystyle g(0)=0}
oraz
{\displaystyle d(f,g)=0}
– funkcje są w zerowej od siebie odległości, mino że funkcje {\displaystyle \sin x} oraz {\displaystyle x} są różne.

## Własności
W przestrzeniach liniowych pseudometryka generowana jest przez półnormę.
Topologia indukowana przez pseudometrykę generowana jest przez kule otwarte
{\displaystyle B_{r}(p)=\{x\in X\colon d(p,x)<r\},}
które stanowią jej bazę. Mówimy, że przestrzeń topologiczna jest pseudometryzowalna, jeśli istnieje taka pseudometryka, że indukowana przez nią topologia pokrywa się z daną.